# Afrodrepanus impressicollis
Afrodrepanus impressicollis är en skalbaggsart som beskrevs av Karl Henrik Boheman 1857. Afrodrepanus impressicollis ingår i släktet Afrodrepanus och familjen bladhorningar. Inga underarter finns listade i Catalogue of Life.